# Чхеан Вам
Чхеан Вам (кхмер. ឈាន វ៉ម; 19 квітня 1916 — 9 січня 2000) — камбоджійський державний діяч, прем'єр-міністр країни від лютого до серпня 1948 року.

## Життєпис
Навчався у Парижі, 1938 року здобувши диплом бакалавра, а 1941 року отримав звання доктора філософії.
1946 року став одним із засновників Демократичної партії. У 1946—1948 роках очолював міністерство освіти Камбоджі, після чого зайняв пост прем'єр-міністра країни. В серпні 1948 року підняв питання про розширення власних повноважень, в результаті чого був відправлений у відставку. Від 1948 до 1949 року обіймав посаду міністра оборони.
У 1960—1970-их роках був генеральним директором авіакомпанії Air SONEXIM. Перебував в опозиції до режиму Лон Нола, через що був змушений 1974 року емігрувати до Франції, де й помер у січні 2000 року.